# Aiguille Blanche de Peuterey
Pour les articles homonymes, voir Aiguille de Peuterey.
L'aiguille Blanche de Peuterey est un sommet de la partie italienne du massif du Mont-Blanc. Elle culmine à 4 108 m d'altitude. 

## Situation

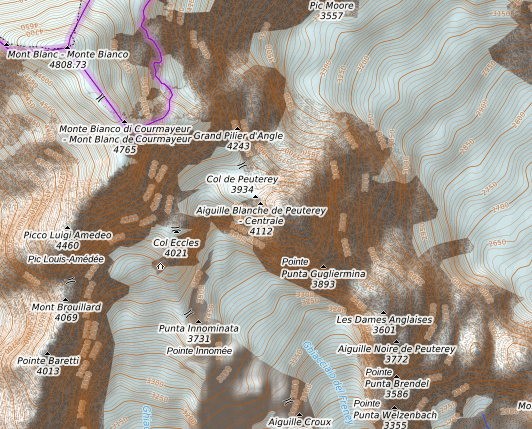
Carte topographique de l'aiguille.

Elle est située sur l'arête de Peuterey, entre l'aiguille Noire de Peuterey et le Grand pilier d'Angle. Elle a trois sommets : la pointe Centrale (pointe Güssfeldt, point culminant), la pointe Sud-Est (pointe Seymour King, sommet orographique, 4 107 m) et la pointe Nord-Ouest (pointe Jones, 4 104 m).

## Alpinisme
Sa voie normale est l'arête Sud-Est. C'est l'un des plus difficiles des sommets des Alpes de plus de 4 000 mètres d'altitude. Elle se parcourt généralement lors de la traversée de l’arête de Peuterey qui arrive au sommet du mont Blanc en passant par le Grand Pilier d'Angle, ou lors de l’intégrale de Peuterey, qui se fait en deux jours en commençant par l'arête Sud de l'aiguille Noire de Peuterey et en dormant au bivouac Craveri à la brêche Nord des Dames Anglaises.

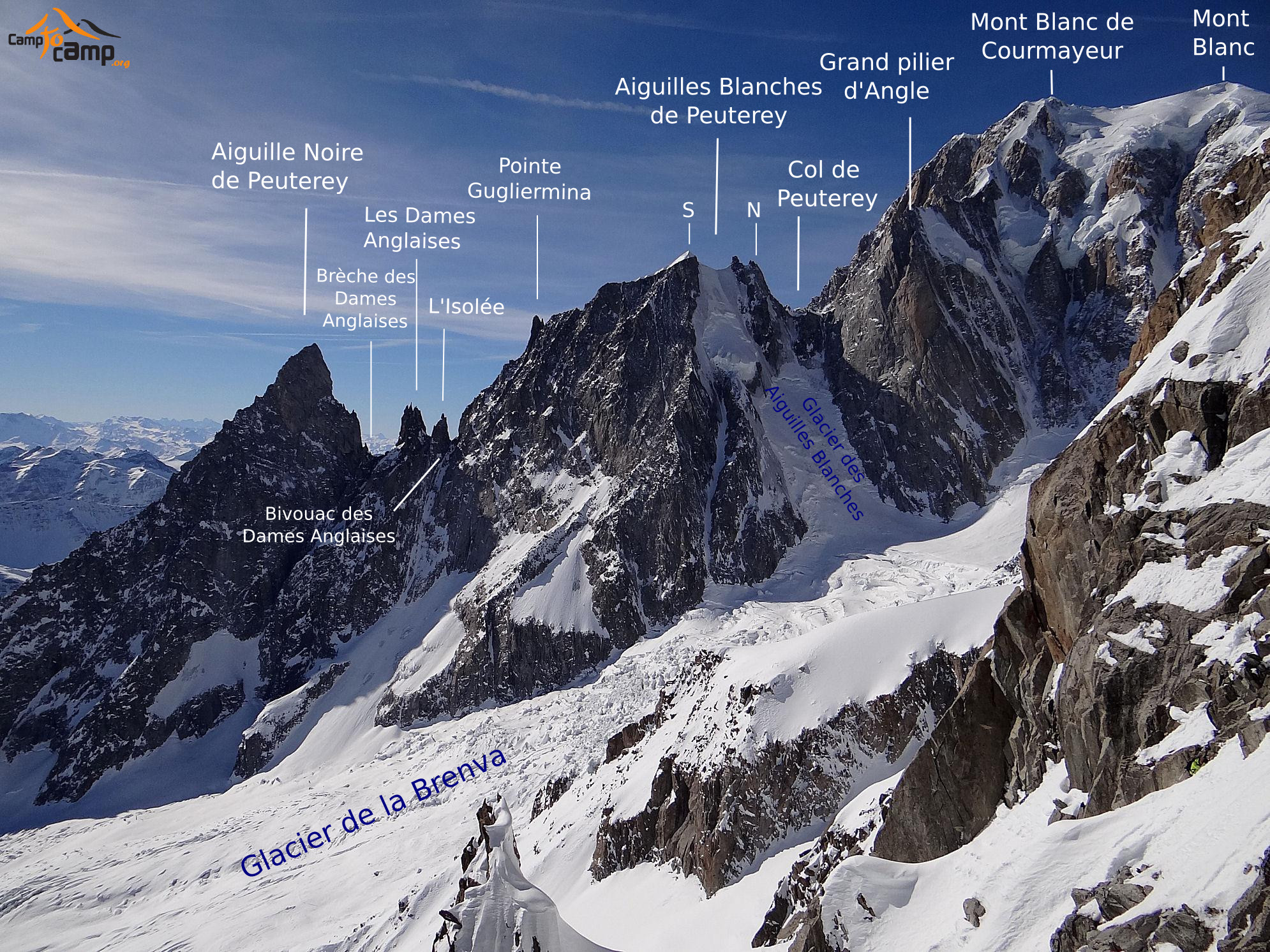
L'arête de Peuterey avec l'indication des sommets principaux.

Elle présente un sommet secondaire sur son arête Sud-Ouest, la pointe Gugliermina (3 893 m), connue pour les escalades difficiles de sa face Sud-Ouest.

### Ascensions

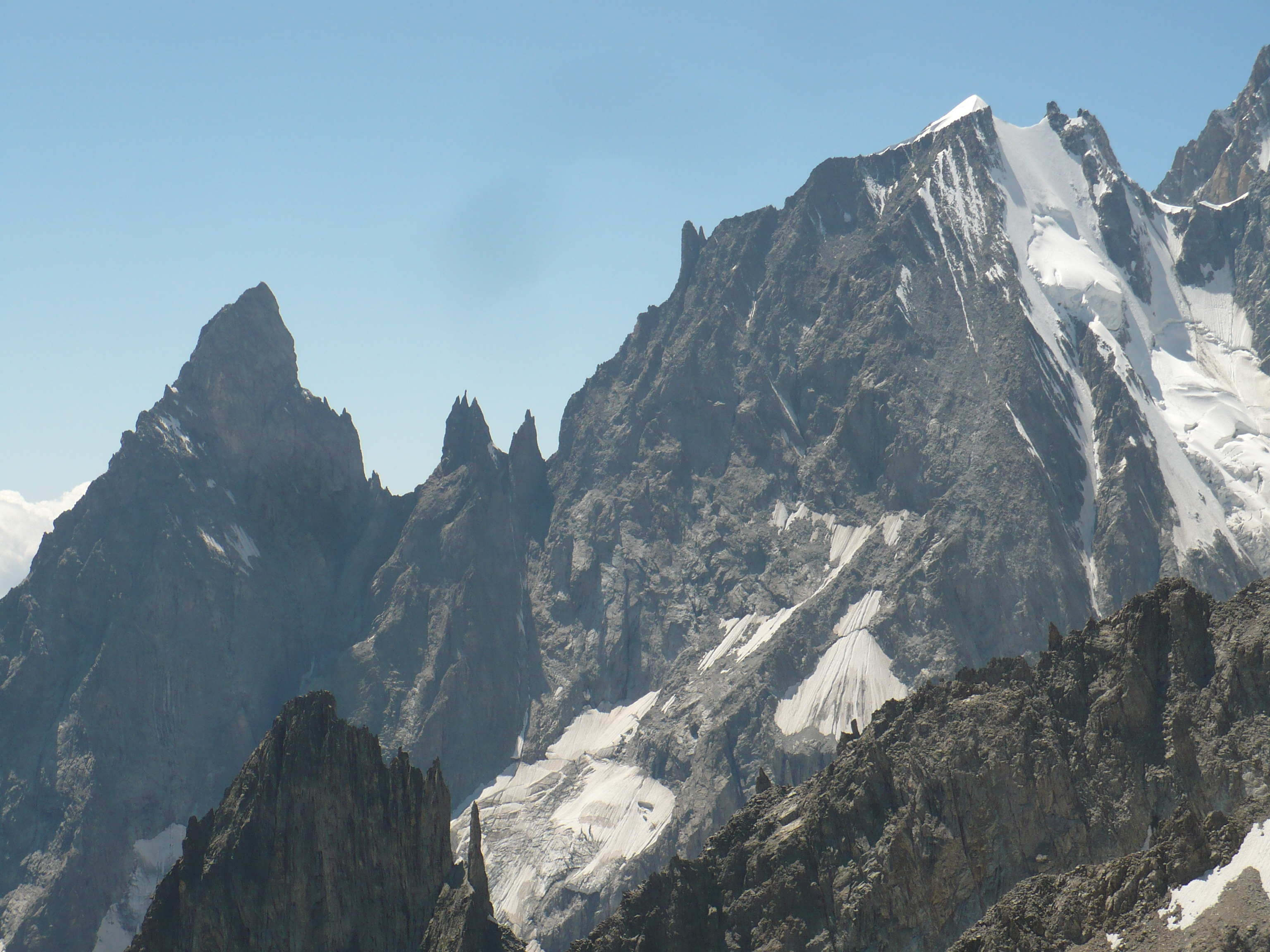
L'arête de Peuterey : de gauche à droite, l'aiguille Noire de Peuterey, les Dames Anglaises (où se trouve le bivouac Craveri), la pointe Gugliermina, l'Isolée et l'aiguille Blanche de Peuterey

- 1885 - Première ascension par Henry Seymour King avec Émile Rey, Ambros Supersaxo et Alois Andenmatten, le 31 juillet
- 1909 - Première traversée, du Frêney à la Brenva, par Laurent Croux
- 1909 - Premier parcours de la face sud-ouest par Laurent Croux et Humphrey Owen Jones
- 1928 - Première de l'éperon nord-est par Osvaldo Ottoz et Laurent Grivel[2]
- 1933 - Première de la face nord (glaciaire et haute de 700 m) par Amato Grivel et Renato Chabod, le 4 septembre
- 1936 - Première du versant sud-est par Gabriele Boccalate et Nini Pietrasanta
- 1961 - Première hivernale de la face nord par Alessio Ollier et Laurent Belfront
- 1977 - Première descente à ski par Anselme Baud et Patrick Vallençant